# Döbrönte

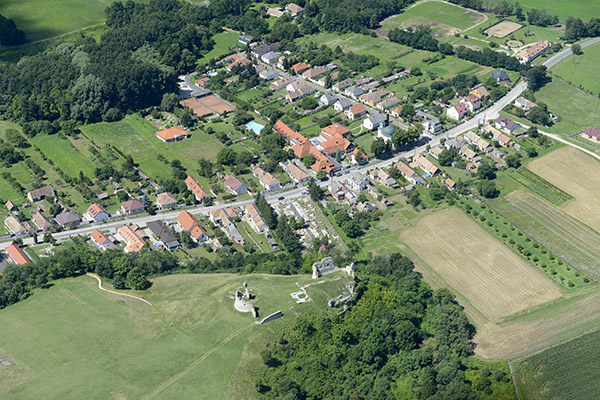
Döbrönte község a várral légi felvételen

Döbrönte (németül: Dewrenten) község Veszprém vármegyében, a Pápai járásban.

## Fekvése
Veszprém vármegye északi részén, Pápától körülbelül 14 kilométerre délre helyezkedik el.

### Megközelítése
Zsáktelepülés, közúton csak a 8402-es út pápakovácsi szakaszából kiágazó 8409-es úton érhető el, Ganna Kisganna nevű településrészén keresztül. Kisganna elérhető még a 83-as főút tapolcafői szakasza felől is, de onnan tovább ezen megközelítési alternatíva választásának esetén is csak a 8409-es út vezet be Döbrönte lakott területére.

## Nevének eredete
Neve személynévi eredetű, a szláv Dobrete személynévből származik.

## Története

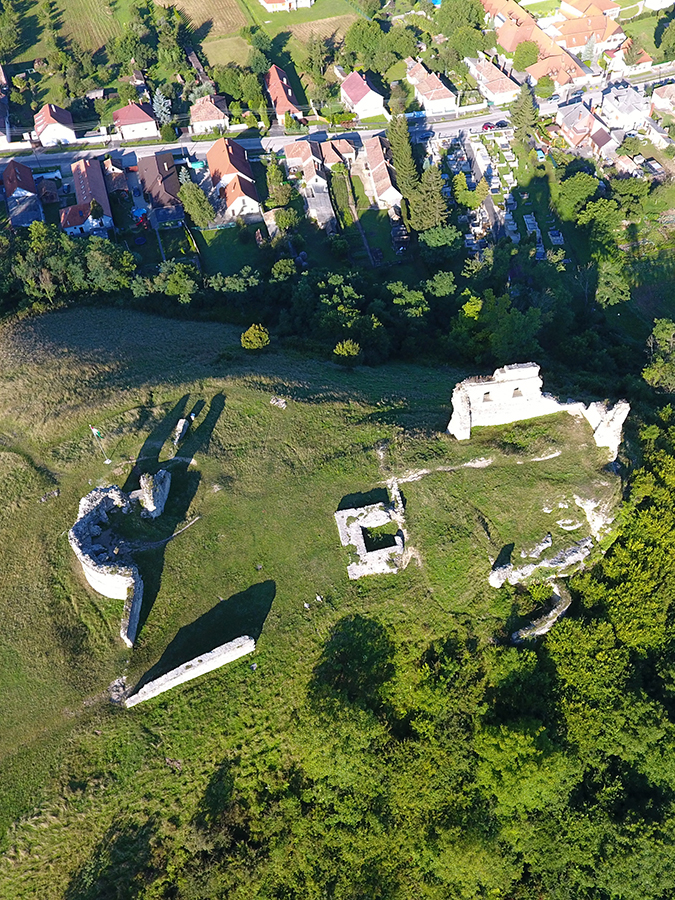
Döbrönte - Szarvaskő légi felvételen

Döbrönte és környéke már a római korban is lakott hely volt. Nevét az oklevelek 1330-ban említették először, Debrenthe alakban. A település a középkorban a Himfy család birtokai közé tartozott. A falu fölötti várat is az e családból való Himfy Benedek bán, Nagy Lajos király kedvelt hadvezére emeltette 1367-ben, aki döbröntei uradalma területére a királytól várépítési jogot kapott. A vár alatt fekvő település sorsa a későbbiek során is szorosan összefüggött az erősség és birtokosai sorsával. A várat építtető Himfy család, mivel a későbbiekben birtokaik bevétele erősen lecsökkent, idővel lényegében a rablólovagok szintjére süllyedt: 1464-ben például fegyveres szolgáikkal megrohanták és kirabolták a Szent Márton-hegyi (pannonhalmi) apátságot is. Hunyadi Mátyás király ezután elkobozta a Himfyek birtokait és azokat Kanizsai Lászlónak adományozta, de a vár és a birtok rövid időn belül ismét visszakerült a Himfyekhez. 1499-ben Himfy Orsolya Essegvári Ferenccel kötött házasságával egyidejűleg a döbröntei várbirtok is Essegvári Ferenc zálogbirtoka lett.
Az 1526-os mohácsi csata utáni belháborúk miatt vastag falú rondellával erősítették meg a várat, melynek épségéről 1555-ben Nádasdy Tamás nádorispán még beszámolt egy jelentésében. A vár pusztulását valószínűleg portyázó török csapatok okozhatták; ezután az idők során a rommá vált vár köveit a környék lakossága hordta el építkezéseihez.
1941-ben 549 lakost számlált a falu, ebből 64 fő vallotta magát magyar nemzetiségűnek. A második világháború után 390 itteni lakost telepítettek ki Németországba, helyükre azóta az ország több településéről érkeztek új lakosok.

## Közélete

### Polgármesterei
- 1990–1994: Cseh Lajos (független)[4]
- 1994–1998: Cseh Lajos (független)[5]
- 1998–2002: Cseh Lajos (független)[6]
- 2002–2006: Cseh Lajos (független)[7]
- 2006–2010: Cseh Lajos (független)[8]
- 2010–2014: Cseh Lajos (független)[9]
- 2014–2019: Cseh Lajos (független)[10]
- 2019–2024: Cseh Lajos (független)[11]
- 2024– : Verasztó Károly (független)[1]

## Nevezetességek
- Szarvaskő vára – A középkori vár romjai a falu fölé magasodó, meredek domboldal tetején állnak. A vár maradványainak nagy részét a föld mélye rejti, az ég felé törő, látható kőfalakat a 21. század elején restaurálták.
- Római katolikus temploma – klasszicista stílusban épült, a Fájdalmas Szűz tiszteletére szentelték fel. 1815-ben építtette a Somogyi család. Tervezője Charles Moreau volt, építésze pedig a bécsi Kornhausel József.
- A települést körülölelő Bakony kellemes túrák helyszíne lehet, kényelmes sétával elérhető az Ödön-forrás.

## Népesség
A település népességének változása:
| Lakosok száma | 246  | 238  | 237  | 257  | 262  | 268  | 259  |
|               | 2013 | 2014 | 2015 | 2021 | 2022 | 2023 | 2024 |

A 2011-es népszámlálás során a lakosok 83,9%-a magyarnak, 26,2% németnek, 0,4% románnak mondta magát (13,7% nem nyilatkozott; a kettős identitások miatt az végösszeg nagyobb lehet 100%-nál). A vallási megoszlás a következő volt: római katolikus 69%, református 9,3%, evangélikus 2,4%, felekezeten kívüli 2% (17,3% nem nyilatkozott).
2022-ben a lakosság 90,8%-a vallotta magát magyarnak, 11,5% németnek, 3,1% egyéb, nem hazai nemzetiségűnek (8% nem nyilatkozott; a kettős identitások miatt a végösszeg nagyobb lehet 100%-nál). Vallásuk szerint 40,8% volt római katolikus, 10,3% református, 2,7% evangélikus, 7,3% felekezeten kívüli (38,9% nem válaszolt).

## Galéria

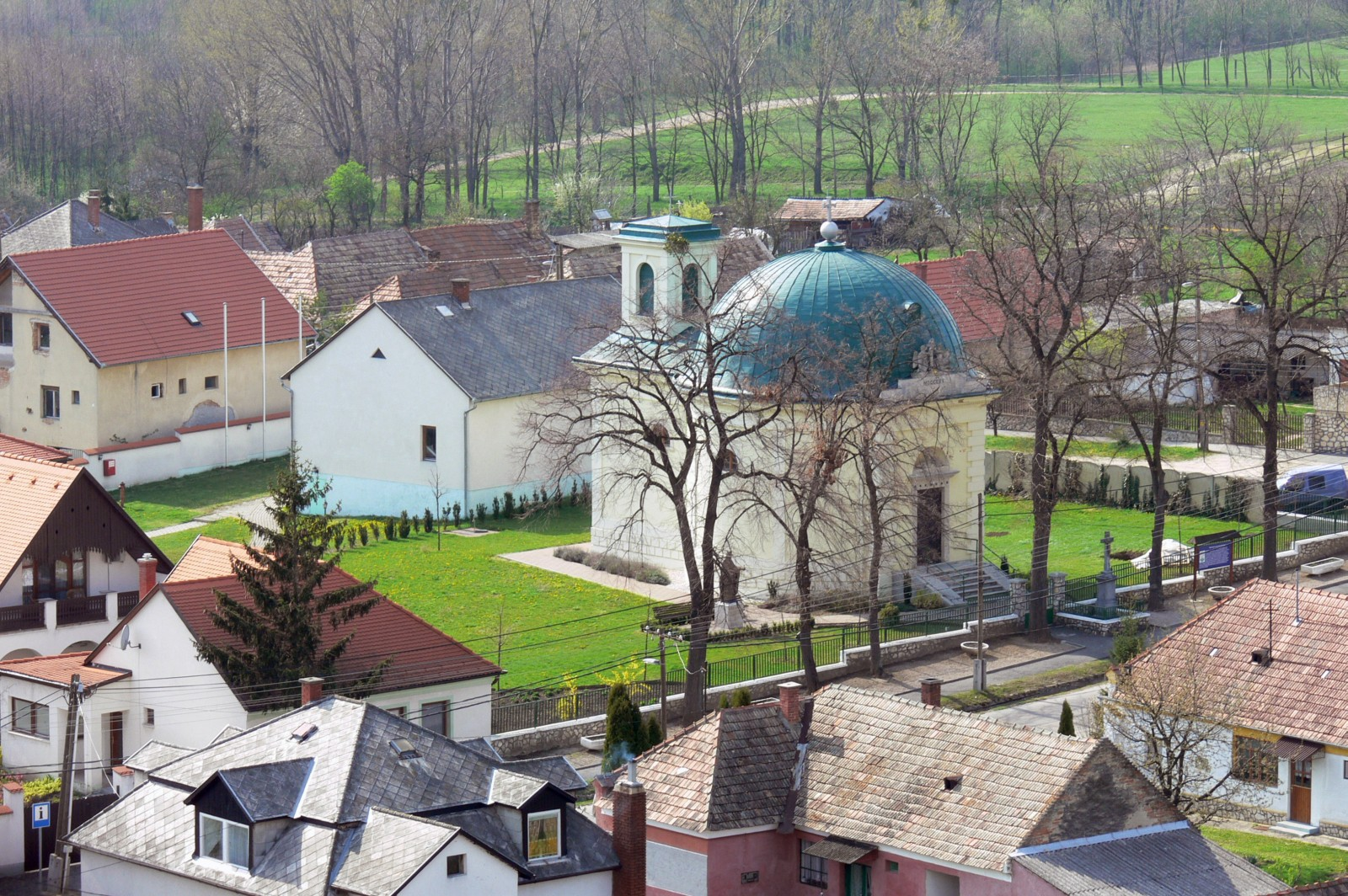
A templom a várból
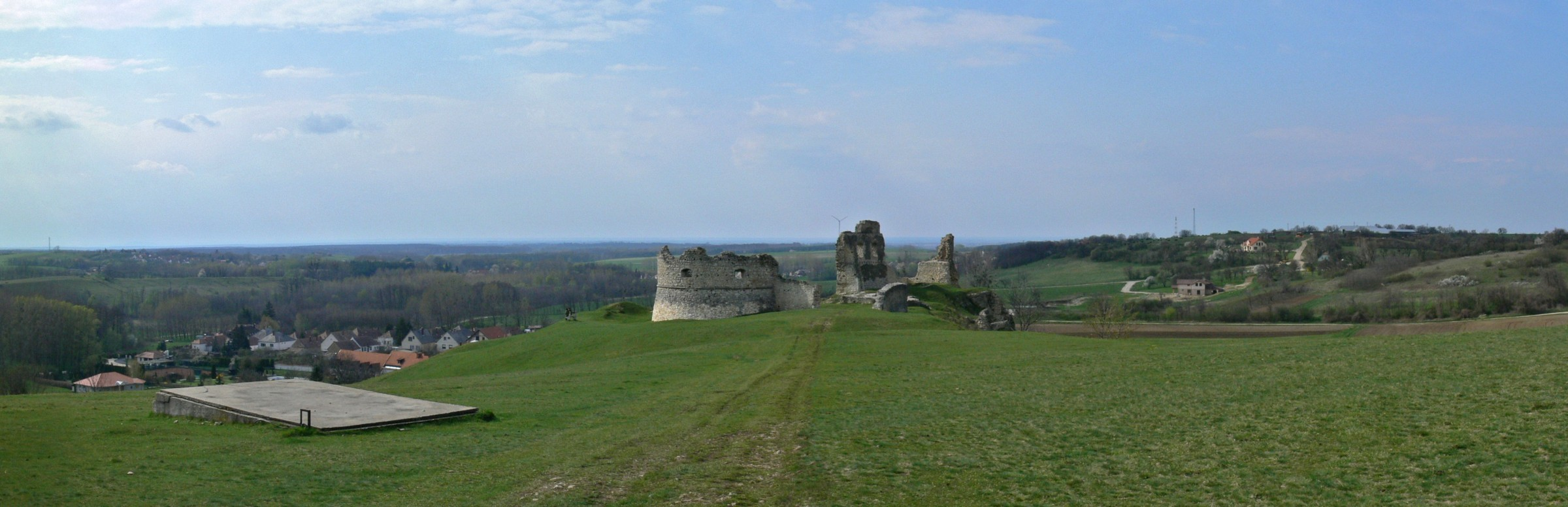
Szarvaskő várrom a dombtetőről
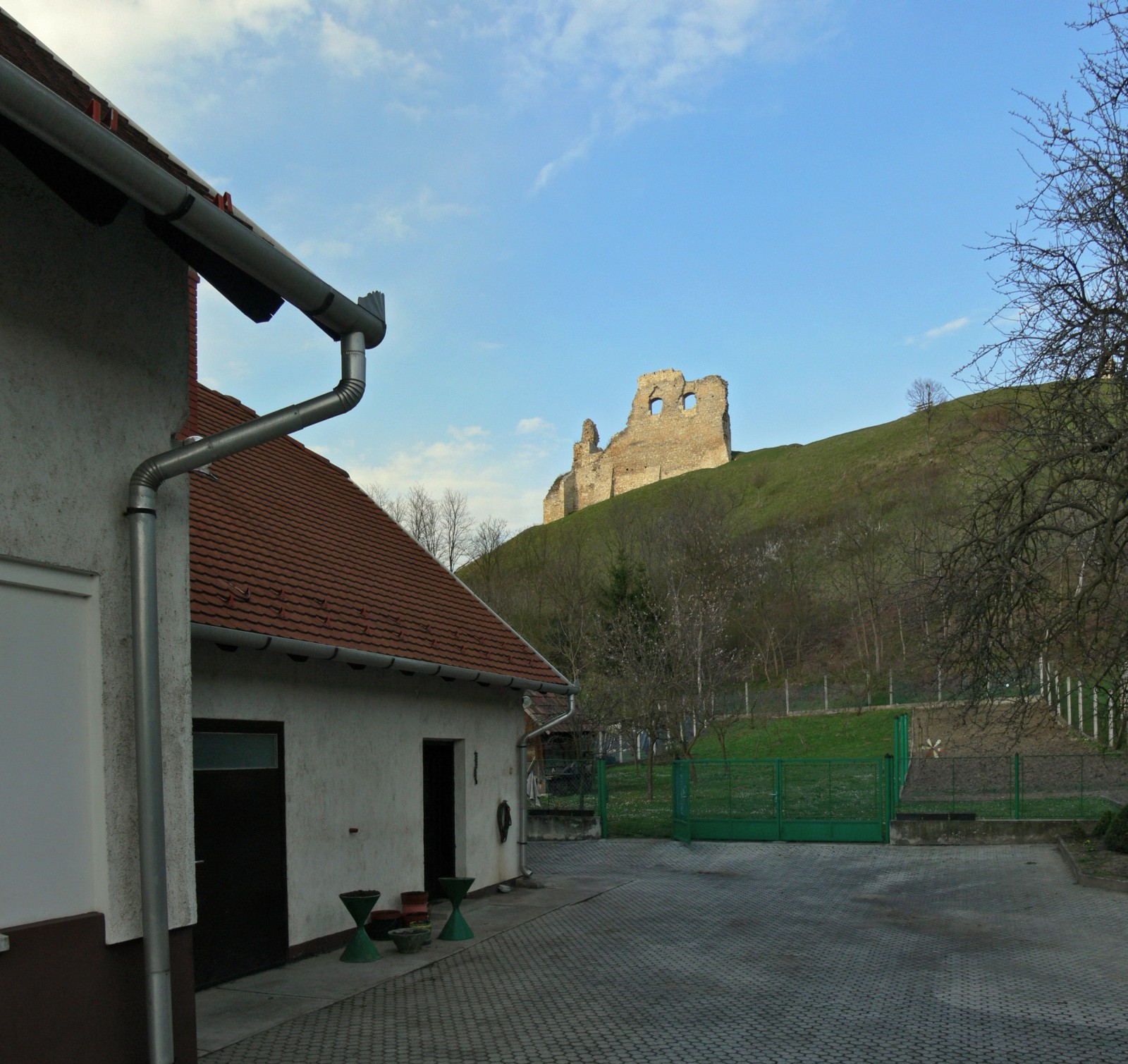
A várrom a faluból
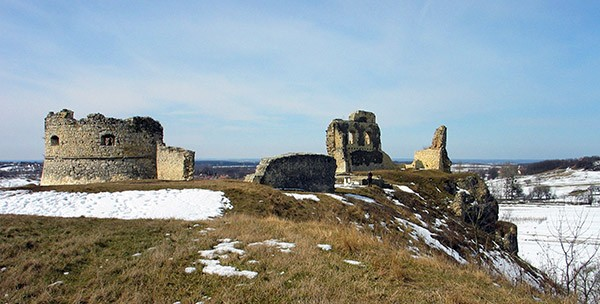
A vár romjai madártávlatból
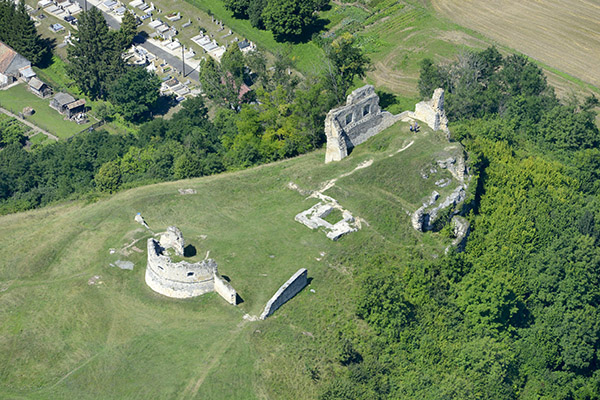
Szarvaskő vára a levegőből, Döbrönte
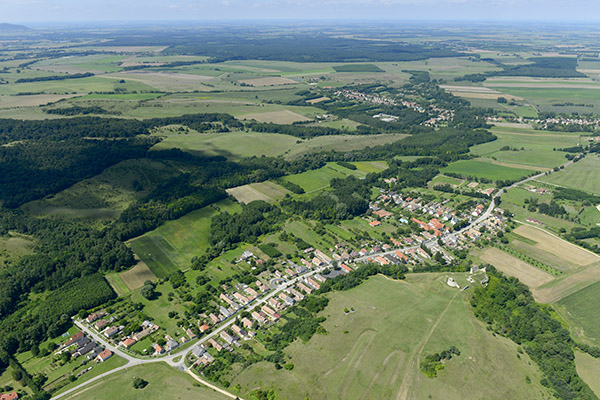
Döbrönte látképe a magasból
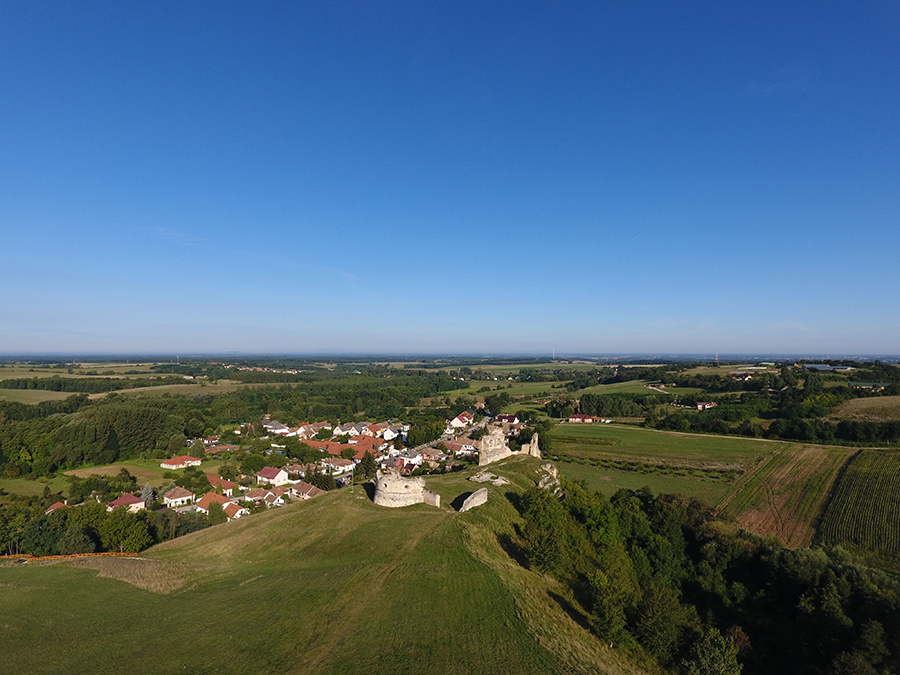
Döbrönte - Szarvaskő légi fotón
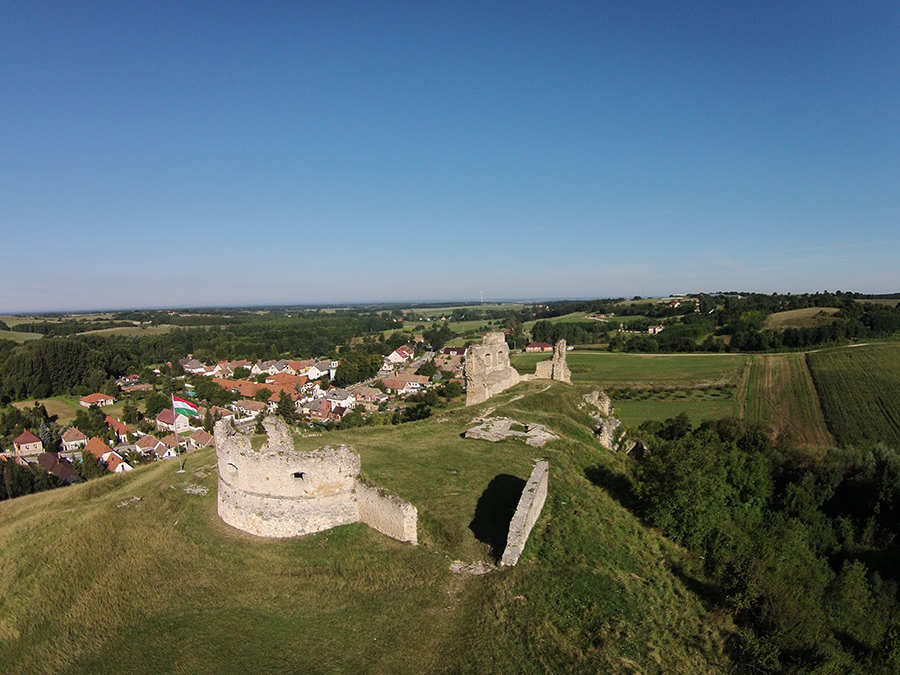
Döbrönte - Szarvaskő madártávlatból
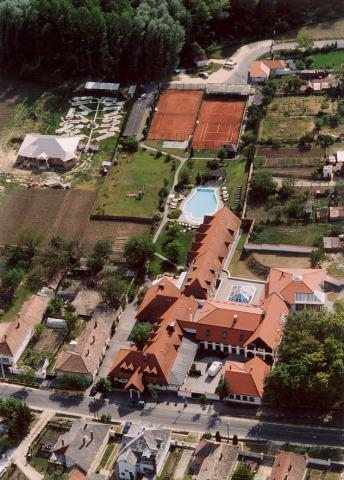
A Hasik hotel a levegőből
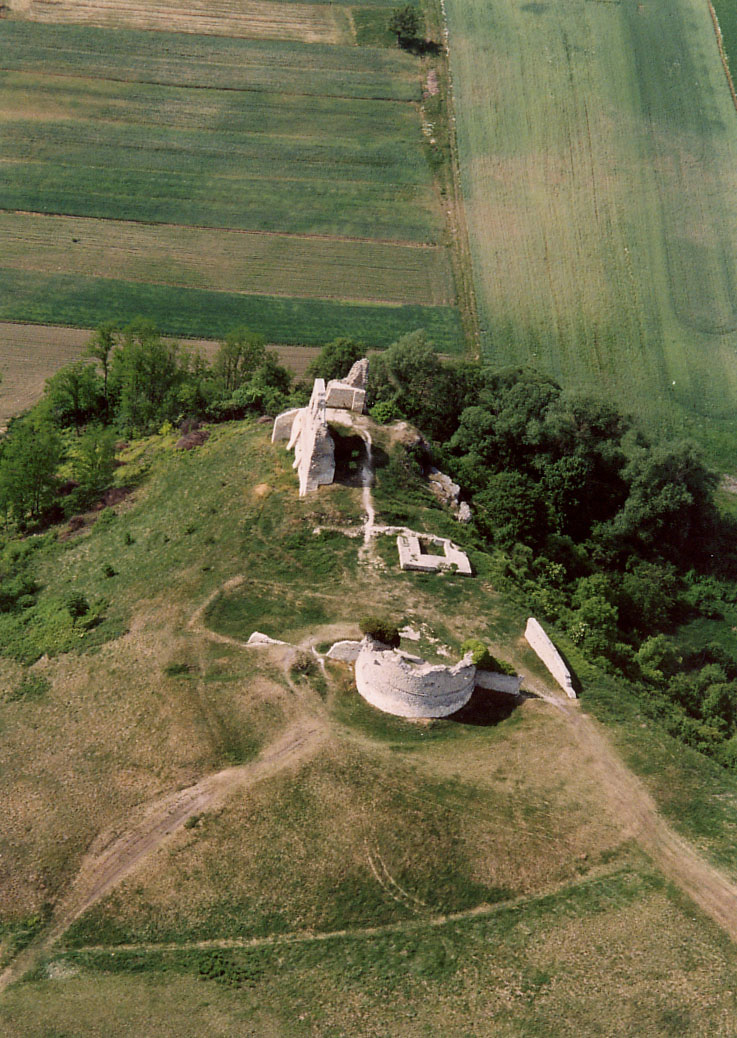
A vár romjai
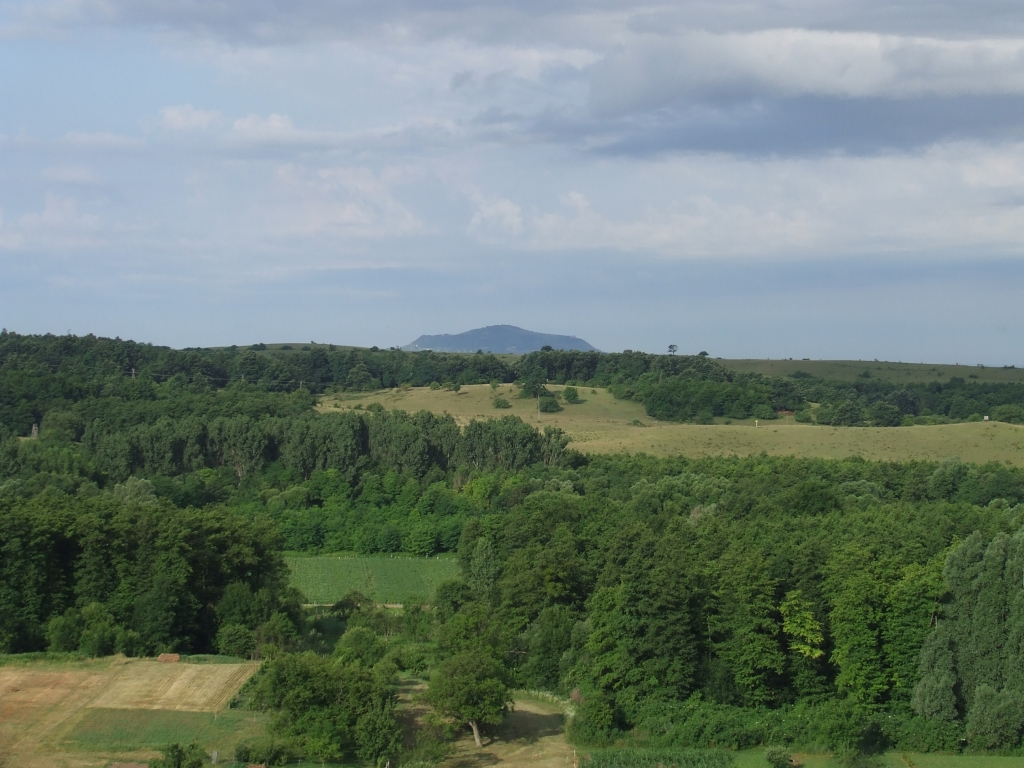
A Somló-hegy a várból nézve
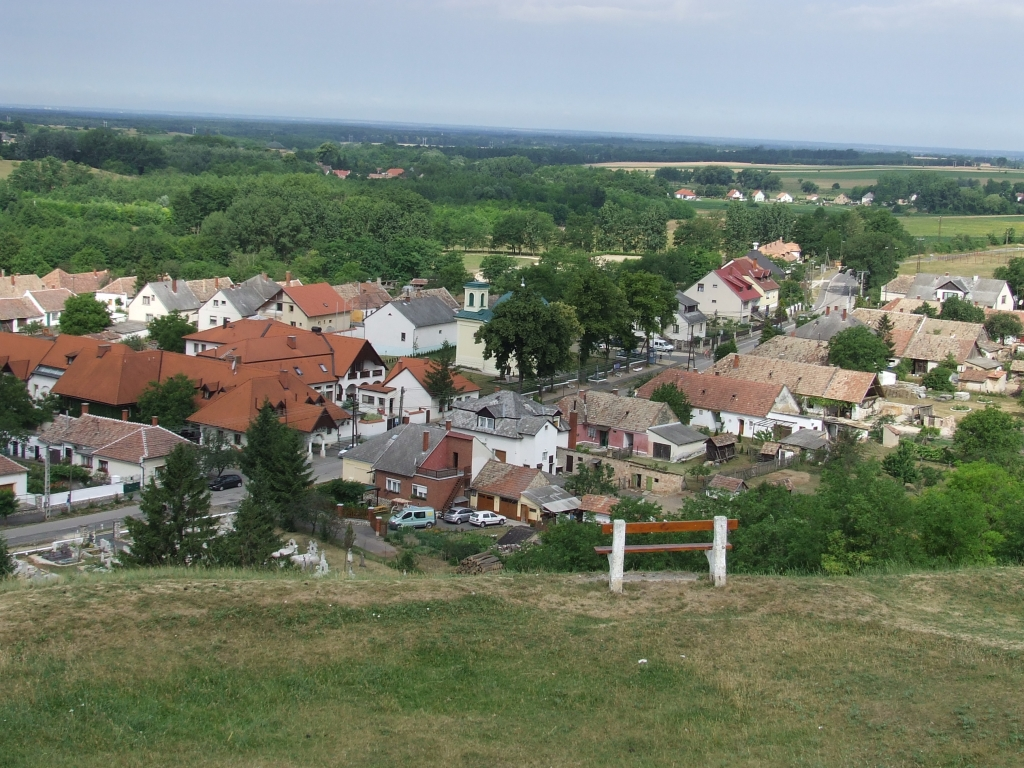
A falu a várból
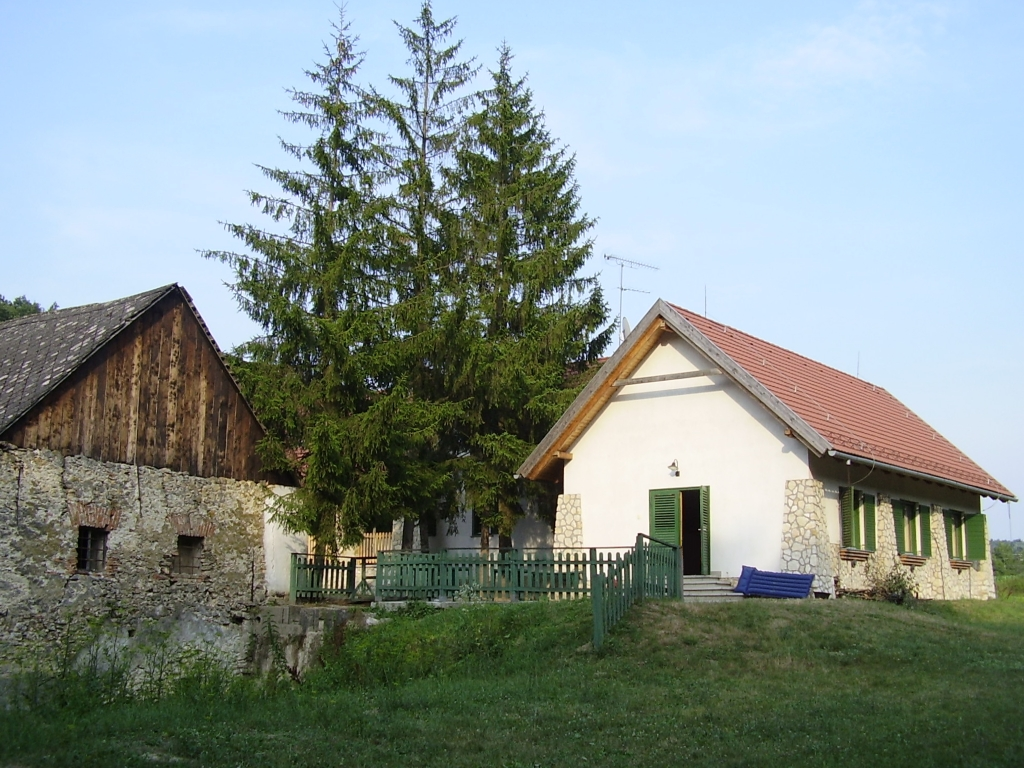
Pápa város turistaháza az üdülőtelepen.
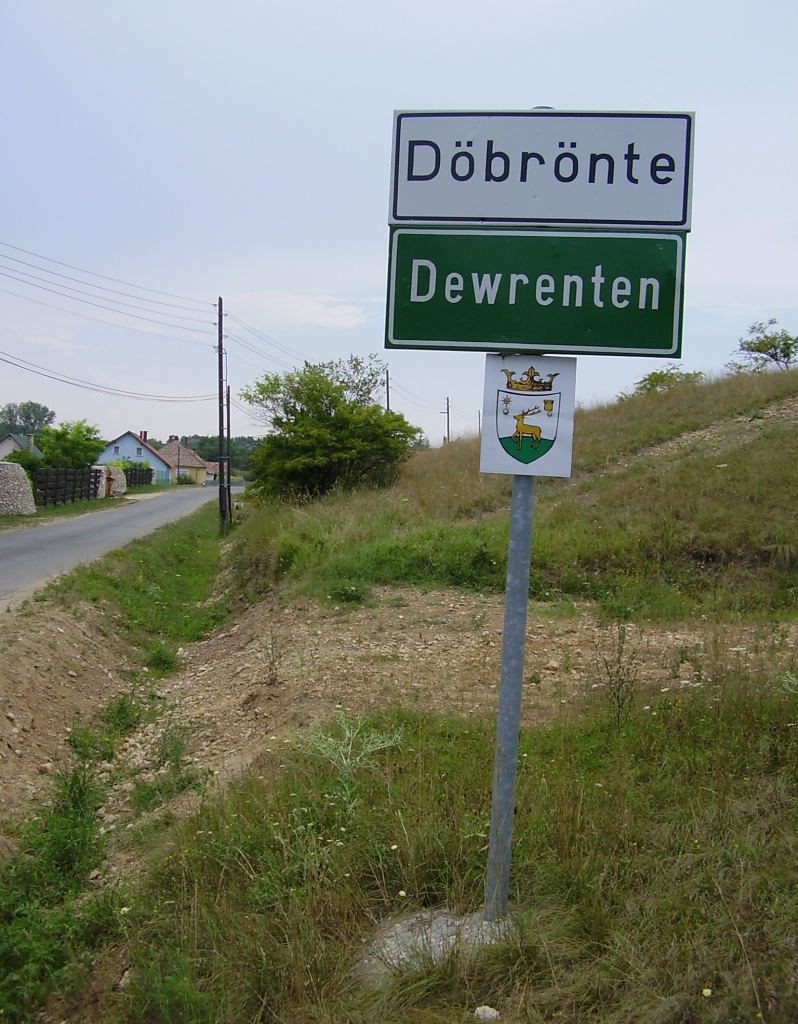
Kétnyelvű helységnévtábla